# 宮川村立種蔵小学校ニコイ平分校
宮川村立種蔵小学校ニコイ平分校（みやがわそんりつ たねくらしょうがっこう　にこいだいらぶんこう）は、かつて岐阜県吉城郡宮川村（現・飛騨市宮川町）に存在した公立小学校。

## 概要
- 吉城郡宮川村（現・飛騨市）の種蔵小学校[注釈 2]の分校であった。ニコイ分校とも称された。1959年時点の児童数は8名。
- ニコイ平分校があったニコイ平（ニコイ）は、旧・吉城郡坂上村大字菅沼（後の吉城郡宮川村大字菅沼。現・飛騨市宮川町菅沼。）の菅沼谷（神通川支流）の最上流部に戦後開拓で開かれた開拓地である。1962年に全住民が離村したのに伴い、ニコイ平分校も廃校となった。
- ニコイ平開拓地は村有地となった後、1972年観光会社に売却された。その後リゾート地として開発されることとなったが、諸般の事情で開発は中止された。

## 沿革
- 1948年（昭和23年） - ニコイ開発営団が組織され、ニコイ平の開拓が始まる。
- 1952年（昭和27年）9月 - 坂上村立種蔵小学校の分校として、坂上村立種蔵小学校ニコイ平分校が開校。
- 1956年（昭和31年）9月30日 - 坂上村と坂下村の合併により宮川村が発足し、同時に宮川村立種蔵小学校ニコイ平分校に改称する。
- 1962年（昭和37年）11月 - ニコイ平地区の住民が全員離村したことにより、廃校。